# Obrazovanje odraslih
Obrazovanje odraslih, za razliku od obrazovanja djece, praksa je u kojoj se odrasli uključuju u sustavne i održive aktivnosti samoobrazovanja kako bi stekli nove oblike vrijednosti, znanja, vještina i stavova. To može biti bilo koji oblik učenja u koji se odrasli uključuju izvan tradicionalnog školovanja, obuhvaćajući sve od osnove pismenosti do učenikovog zadovoljstvo cjeloživotnim učenjem i za osiguranje zadovoljstva pojedinca.
Obrazovanje odraslih ima posebnu filozofiju učenja i podučavanja koja se temelji na pretpostavci da odrasli mogu i žele učiti, da su sposobni i voljni preuzeti odgovornost za učenje te da samo učenje treba odgovarati njihovim potrebama.
Potaknuto onim što pojedinac treba ili želi učiti, dostupnim mogućnostima te načinom na koji uči, na učenje odraslih utječu demografija, globalizacija i tehnologija. Najstariji muškarac koji je upisao osnovnu školu u Keniji bio je Kimani Ng'ang'a Maruge, osamdeset-četverogodišnjak iz Kariobangi Nairobija.
Učenje se odvija na mnogo načina i u mnogim kontekstima baš kao što se životi svih odraslih ljudi razlikuju. Učenje odraslih može biti u bilo kojem od ovih tri konteksta, odnosno:
- formalno – Strukturirano učenje se obično odvija u obrazovnoj ustanovi ili instituciji za osposobljavanje, obično s određenim nastavnim planom i programom te donosi certifikat/potvrdu;
- neformalno – Učenje koje organiziraju obrazovne institucije, ali ne donosi certifikat/potvrdu. Mogućnosti neformalnog učenja mogu se pružiti na radnom mjestu ili kroz aktivnosti organizacija i skupina civilnog društva;
- informalno obrazovanje – Učenje koje se odvija cijelo vrijeme, a proizlazi iz svakodnevnih životnih aktivnosti vezanih uz posao, obitelj, zajednicu ili slobodno vrijeme (npr. radionica kuhanja).[6][7]

Izvješće Svjetske banke o svjetskom razvoju za 2019. godinu o Promjenjivoj prirodi posla pokazuje kako je obrazovanje odraslih važno za pomoć u prilagođavanju vještina radnika kako bi se uklopili u budućnost rada i predlaže načine za poboljšanje njegove učinkovitosti.

## Karakteristike
U studiji je dr. Greenberg usporedio ortografske i fonološke vještine funkcionalno nepismenih odraslih i djece. Studija je pokazala da iako su funkcionalno nepismeni odrasli imali slične rezultate u čitanju, djeca su bila uspješnija u testovima vokabulara i pravopisa.2 To znači da su funkcionalno nepismene odrasle osobe na sličnoj razini obrazovanja kao i djeca, ali se ipak razlikuju po snazi drugih vještina.2
Poteškoća u mnogim zemljama je u tome što su obrazovni sustavi prilagođeni djeci, ali problem s tim je u tome što mozak odrasle osobe radi i uči vrlo drugačije od mozga djeteta u razvoju. Dakle, poučavanje šestogodišnjaka kako pisati bit će sasvim drugačiji proces od poučavanja tridesetogodišnjaka sa sličnim vještinama pisanja. Postoji nekoliko stvari koje treba uzeti u obzir tijekom podučavanja odraslih za razliku od djece. Odrasli učenici su zreli i imat će puno više neovisnosti u zadacima.4 Odrasli učenici vjerojatnije će imati dulji raspon pažnje kao i više discipline.4 Još jedna stvar o kojoj treba razmišljati je da se odrasli učenici obrazuju svojevoljno, za razliku od djece koja moraju pohađati školu.4 Konačno, odrasli će vjerojatno imati povećanu anksioznost u učionici.4 Razlog zašto odrasli imaju povećanu anksioznost u učionici je to što “Kako starimo, veća je vjerojatnost da ćemo iskusiti strah od neuspjeha, što može pojačati našu anksioznost, posebno ako naše iskustvo obrazovanja u prošlosti nije uvijek bilo pozitivno.” Sve to doprinosi razlici u načinu na koji treba podučavati odrasle. Dakle, iako funkcionalno nepismeni odrasli imaju slične književne funkcije kao djeca u razvoju, oni se uvelike razlikuju u tome kako će zadržati informacije.
Postoje načini na koje odrasli mogu steći samopouzdanje u učionici. Ublažavanje tjeskobe u učionici svodi se na dvije stvari: utjehu i podršku. Utjeha se može pronaći ispunjavanjem Maslowljeve hijerarhije potreba.5 Maslowljeva hijerarhija potreba naglašava važnost dovoljnog odmora, zdrave prehrane i stabilnog života.5 Ovi kriteriji su isti za djecu, ali pronalaženje stabilnosti za odrasle može biti teže. U mnogim slučajevima odrasli učenici imaju posao ili se moraju sami uzdržavati, što dodatno povećava pritisak .2 Podrška je također neophodna za uspjeh učenja odraslih. To znači imati radno okruženje ili okruženje u učionici u kojem se osjećate ugodno.2 Osjećati se ugodno znači osjećati se kao da pojedinac ima emocionalnu podršku u učionici i ima prostor u kojem se traženje smjernica potiče, a ne omalovažava.2
Obrazovanje odraslih razlikuje se od obrazovanja djece na nekoliko načina s obzirom na to da odrasli imaju akumulirano znanje i radno iskustvo koje može pridonijeti iskustvu učenja. Veliki dio obrazovanja odraslih je dobrovoljna, stoga su sudionici uglavnom samo-motivirani, osim u slučajevima kada poslodavac zahtijeva sudjelovanje. Praksa obrazovanja odraslih naziva se andragogija kako bi se razlikovala od tradicionalnog školskog obrazovanja djece- pedagogije. Za razliku od djece, na odrasle se gleda kao na osobe usmjerene prema samima sebi, umjesto da se oslanjaju na pomoć drugih.
Odrasli su zreli zbog čega imaju znanje i stečena životna iskustva koja im pružaju temelj za učenje. Spremnost odrasle osobe da uči povezana je s njenom potrebom za novim informacijama. Njihova orijentacija ka učenju usmjerena je na problem, a ne na predmet. Njihova je motivacija za učenje unutarnja. 
Odrasli često primjenjuju svoje znanje na praktičan način kako bi učinkovito učili. Moraju imati razumno očekivanje da će im znanje koje steknu pomoći u ostvarenju njihovih ciljeva. Na primjer, tijekom 1990-ih, mnogi odrasli, uključujući uglavnom uredske radnike, upisali su se na računalne tečajeve. Ovakvi tečajevi su podučavali osnovno korištenje operacijskog sustava ili specifičnog aplikacijskog softvera. Budući da su upute koje upravljaju interakcijom korisnika s osobnim računalom bile nove, mnogi ljudi koji su radili poslove bijelih ovratnika deset ili više godina naposljetku su pohađali ovakve tečajeve, bilo po vlastitom izboru (kako bi stekli računalne vještine i tako dobili veću plaću ) ili po nalogu svojih nadređenih.
Svrha obrazovanja odraslih u obliku više ili sveučilišne škole je različita. U tim je ustanovama cilj obično povezan s osobnim rastom i razvojem, kao i s pripravnošću za zanimanje i karijeru. Obrazovanje odraslih koje je posebno usmjereno na radno mjesto često se naziva razvojem ljudskih potencijala . Drugi bi cilj mogao biti ne samo održavanje demokratskog društva, već i ispitivanje te poboljšanje društvene strukture.
Najčešći problem u obrazovanju odraslih u SAD-u je nedostatak mogućnosti kojim bi se edukatori odraslih profesionalno razvili. Većina edukatora odraslih dolazi iz drugih profesija i nisu dobro obučeni za rješavanje problema kod podučavanja odraslih. Većina radnih mjesta dostupnih u ovom području su samo na pola radnog vremena bez ikakvih beneficija ili stabilnosti budući da se obično financiraju državnim potporama koje mogu trajati samo nekoliko godina.
Međutim, u nekim zemljama, koje koriste napredne sustave obrazovanja odraslih, stručno usavršavanje dostupno je putem visokoškolskih ustanova, a pružaju ga kroz svoje ministarstvo obrazovanja ili školske odbore te nevladine organizacije. Osim toga, postoje programi o obrazovanju odraslih za postojeće i buduće praktičare na različitim akademskim razinama; sveučilišta, fakulteti i profesionalne organizacije.
Edukatori odraslih dugo su održavali predanost rasnoj pravdi i drugim oblicima borbe za društvenu pravdu. što je uključivalo opsežan rad u Školama slobode tijekom Pokreta za građanska prava. Suvremena predanost rasnoj pravdi u obrazovanju odraslih uključuje inicijative na radnom mjestu i šire.

## Ciljevi
Primarna svrha obrazovanja odraslih je pružiti drugu priliku siromašnima ili onima koji su izgubili mogućnost obrazovanja iz drugih razloga te kako bi se time postigla socijalna pravda i jednak pristup obrazovanju. Stoga je obrazovanje odraslih često socijalna politika vlade. Kontinuirano obrazovanje može pomoći odraslima da održe certifikate, ispune zahtjeve posla i budu u tijeku s novim razvojem u svom području. Također, svrha obrazovanja odraslih može biti strukovna, socijalna, rekreativna ili za samorazvoj. Jedan od ciljeva može biti pomoći odraslim učenicima da zadovolje svoje osobne potrebe i postignu svoje profesionalne ciljeve. Razvojem gospodarstva i napretkom društva porasla je potreba za kvalitetnom radnom snagom. Šezdesetih godina 20. stoljeća iznio se prijedlog " cjeloživotnog obrazovanja ", što je dovelo do promjene suvremenih obrazovnih koncepata. Stoga bi njegov krajnji cilj mogao biti postizanje ljudskog ispunjenja. Cilj također može biti ispunjenje potreba ustanove. Na primjer, to može uključivati poboljšanje operativne učinkovitosti i produktivnosti. Širi cilj obrazovanja odraslih može biti rast društva omogućavanjem njegovim građanima da prate društvene promjene i održavaju dobar društveni poredak. 
Jedan brzorastući sektor obrazovanja odraslih je Engleski za govornike drugih jezika (ESOL), koji se također naziva Engleski kao drugi jezik (ESL) ili Učenici engleskog jezika (ELL). Ovi tečajevi ključni su za pomoć imigrantima ne samo u usvajanju engleskog jezika, već i u procesu privikavanja na kulturu Sjedinjenih Država, kao i drugih zemalja engleskog govornog područja poput Kanade, Australije i Novog Zelanda. 

## Teorije

### Eduard C. Lindeman
Eduard C. Lindeman prvi je stručnjak koji je sustavno prikazao obrazovanje odraslih. U njegovoj teoriji obrazovanja, obrazovanje se smatra cjeloživotnim procesom. Istaknuo je kako su znanje i informacije, zbog stalnog razvoja i promjena društvenog života te okoline, u ciklusu stalnog prenošenja, nadopunjavanja i ažuriranja, što od ljudi zahtijeva stalno učenje kako bi se prilagodili promjenama u vanjskom svijetu. Pritom smatra da odrasli učenici ne bi trebali učiti samo za potrebe rada i preživljavanja, već bi trebali imati priliku obogatiti se. Inzistira na tome da je obrazovanje odraslih inspirativan alat koji mijenja život. Obrazovanje odraslih ne bi samo trebalo pomoći ljudima da poboljšaju svoje vještine i sposobnosti u radu, već bi trebalo voditi ljude prema pronalasku sreće izvan posla.
Uz to, Lindeman također iznosi kako je najvrjedniji resurs za odrasle učenike iskustvo. Smatra da je svrha obrazovanja odraslih dati smisao svim vrstama iskustva. Iskustvo može poboljšati autonomno učenje i kognitivne sposobnosti učenika.
Uz to, Lindeman vjeruje kako je obrazovanje odraslih važno sredstvo za poboljšanje društva. Osnovna funkcija obrazovanja odraslih je promicanje tjelesnog i psihičkog razvoja odraslih učenika. Tvrdi da je obrazovanje odraslih snažan alat za društvene aktiviste. Kroz obrazovanje odraslih bi se trebao poboljšati osobni kodeks ponašanja i kulturno znanje odraslih učenika kako bi se postupno poboljšala društvena atmosfera i red.

### Andragogija
Načela andragogije proizlaze izravno iz razumijevanja karakteristika odraslih kao učenika i mogu se prepoznati kada razumijemo te karakteristike odraslih i vidimo kako te karakteristike utječu na to kako odrasli najbolje uče. Edukatori koji slijede načela andragogije pri odabiru materijala za podučavanje i pri osmišljavanju izvođenja nastavnog programa, primjećuju da njihovi učenici brže napreduju i da su uspješniji u postizanju svojih ciljeva.
Malcolm Knowles uvodi andragogiju kao središnju teoriju učenja odraslih 1970-ih, definirajući andragogiju kao “umjetnost i znanost u pomaganju odraslima da uče. Knowlesova andragoška teorija pomaže odraslima da iskoriste svoja iskustva za stvaranje novih znanja iz prijašnjih shvaćanja. Knowles vjeruje da je priprema za učenje povezana s relevantnošću učenja za život odrasle osobe i da donosi sve šire iskustvo koje može poslužiti kao izvor učenja.
Andragogija nudi šest glavnih pretpostavki o odraslima kao učenicima:
1. Sazrijevanjem samopoimanje pojedinca se pomiče od osobe koja ovisi o drugima prema osobi koja upravlja samom sobom；
2. Odrasla osoba ima bogata iskustva stečena kroz obiteljske obveze, aktivnosti vezane uz posao ili kroz prethodno obrazovanje;
3. Spremnost odraslih da nastave edukaciju je usko povezana s razvojnim zadaćama njezine društvene uloge
4. Kako osoba sazrijeva, osoba misli samo na neposrednu primjenu znanja, a ne na buduću primjenu koja se događala tijekom djetinjstva;
5. Odrasle osobe su motivirana da se uključi u bilo koji oblik učenja koji se slaže s njihovim unutarnjim željama, a ne vanjskim;
6. Odrasli trebaju znati zašto trebaju nešto naučiti.

Knowles još predlaže da se te karakteristike trebaju uzeti u obzir pri osmišljavanju programa za odrasle, kao i prilikom olakšavanja procesa podučavanja odraslih. 
Također, Knowles predlaže model samousmjerenog učenja. Prema njegovom mišljenju, samousmjereno učenje treba biti proces. Pojedinci moraju aktivno identificirati svoje potrebe za učenjem, predložiti ciljeve učenja, odabrati i implementirati odgovarajuće strategije učenja i evaluirati rezultate učenja. Ovaj model učenja navodi ih da misle da su gospodari učenja, potičući tako samopouzdanje odraslih učenika da aktivno uče.

## Izazovi i motivacijski čimbenici
Funkcionalna nepismenost je nesposobnost korištenja sposobnosti čitanja, pisanja i računanja kako bi se doprinijelo razvoju vlastitog i društvenog rasta. To je postalo sve češće kod odraslih, i iako funkcionalno nepismeni i dalje mogu pridonositi društvu, to ograničava njihov društveni i ekonomski status. Za razliku od nepismenosti, gdje osoba ne zna čitati i pisati, funkcionalna nepismenost je kada osoba koja posjeduje te vještine nije u stanju njima se služiti u svakodnevnom životu. Na primjer, funkcionalno nepismena osoba može biti u stanju pročitati i napisati osnovnu rečenicu, ali zadaci kao što su ispunjavanje molbe za posao, čitanje liječničkog recepta ili ispunjavanje osnovnih svakodnevnih izračuna postaju teški. Studije su pokazale da ta ograničenja utječu na jezične i kognitivne vještine.
Odrasli imaju mnoge odgovornosti koje moraju uskladiti sa zahtjevima učenja. Te odgovornosti odraslima stvaraju prepreke i izazove u sudjelovanju u obrazovanju i nastavku obrazovanja. Prepreke se mogu klasificirati u tri skupine uključujući institucionalne, situacijske i dispozicijske.
Neke situacijske prepreke uključuju nedostatak vremena za usklađivanje karijere i obiteljskih zahtjeva, veće troškove obrazovanja i prijevoza. Dispozicijske barijere uključuju nedostatak samopouzdanja, neugodu i strah od neuspjeha. Institucionalne prepreke uključuju izazove koje fakultet nudi u vezi s upisom, zahtjevima za upis i zahtjevima za financijskom pomoći obrazovne ustanove. Kao ostale institucionalne prepreke s e mogu navesti nedostatak radnog vremena administrativnih ureda, kao što su ured za financijsku pomoć, burzar ili akademsko savjetovalište, tijekom večernjih sati ili vikendom. Nedostatak večernjih sati i sati vikendom sprječava ove studente da dobiju potrebne informacije za njihov akademski uspjeh. Učenje na daljinu i/ili online učenje također može riješiti neke probleme s obrazovanjem odraslih koji uzrokuju ove prepreke.
U međuvremenu, istraživanje pokazuje da razumijevanje motivacije i prepreka odraslih učenika može povećati njihov upis i zadržavanje. Dodatna istraživanja pokazuju da su odrasli učenici motiviraniji u učionici kada mogu jasno identificirati primjenu svog obrazovanja na svoja profesionalna ili osobna iskustva. Kada edukatori prepoznaju karakteristike svojih učenika, mogu razviti lekcije koje se bave i snagama i potrebama svakog učenika. Odrasli koji su motivirani, imaju samopouzdanja i pozitivnog samopoštovanja vjerojatnije će se razviti u cjeloživotne učenike.
U zemljama koje se brzo razvijaju, kvalifikacije odraslih daleko zaostaju za kvalifikacijama mladih i možda više ne odgovaraju zahtjevima razvijenog gospodarstva. To implicira snažnu potencijalnu potražnju za obrazovanjem i osposobljavanjem odraslih. Ovaj zahtjev treba zadovoljiti fleksibilnim načinima studiranja koji su prikladni za odrasle, putevima pristupa koji priznaju neformalno prethodno učenje i potporama potrebnim odraslim osobama s ograničenim formalnim obrazovanjem kako bi uspjeli u daljnjem studiranju.

### Obilježja odraslih koji ne sudjeluju u obrazovanju
Prethodni rezultati istraživanja sugeriraju da će odrasli kako stare sve manje sudjelovati u AE (obrazovanju odraslih). Međunarodno istraživanje pismenosti odraslih (IALS), nacionalno reprezentativni uzorci odraslih u dobi od 16 do 65 godina u 23 zemlje OECD-a, pokazalo je da su starije dobne skupine imale niže stope sudjelovanja od mlađih dobnih skupina. Osobito odrasli u dobi od 16 do 25 godina bili su u prosjeku oko tri puta veća vjerojatnost da će sudjelovati nego starije odrasle osobe u dobi od 56 do 65 godina.
Prema istraživanju Eurobarometra, nacionalni reprezentativni uzorci odraslih u dobi od 15 do 65 godina iz zemalja Europske unije, otkrilo se da odrasli u tri najmlađe ispitane dobne skupine (15 – 24, 25 – 39 i 40 – 54) imaju veću vjerojatnost da će sudjelovati u obrazovanju odraslih od dobne skupine 55+. Štoviše, istraživanje Eurobarometra pokazuje da se stopa sudjelovanja smanjila s mlađih na starije osobe. Stopa sudjelovanja europskih zemalja bila je 59 % za odrasle u dobi od 15 do 24 godine. Stopa je počela padati za 38 % za odrasle u dobi od 25 do 39 godina, a također je pala na 31 % za odrasle u dobi od 40 do 54 godine. Stopa sudjelovanja bila je 17 % za odrasle iznad 55 godina. Razlog smanjenja sudjelovanja starijih osoba uglavnom se odnosi na nedostatak promocije i podrške. Kad ljudi ostare, njihove šanse za napredovanje u bilo kojem AE programu su smanjene.
U mnogim OECD-ovim i europskim zemljama poslodavci često podržavaju svoje radnike u pohađanju AE programa jer smatraju da su visokoobrazovani i kvalificirani radnici ključni pokazatelji razvoja poduzeća. Stoga poslodavci ne mogu unaprijediti starije osobe zbog postupnog gubitka radnog staža, sposobnosti učenja i uspješnosti. Budući da starijim odraslim osobama poslodavci rijetko nude unapređenje, a cijena bi bila prepreka za sudjelovanje, oni ne mogu pohađati tečajeve čak i ako žele sudjelovati u programima. Štoviše, nedostatak motivacije i nedostupnost prilika za učenje mogli bi biti dodatni razlozi niskog sudjelovanja starijih osoba). 
Rezultati prethodnih istraživanja prilično su mješoviti kada je spol u pitanju tijekom sudjelovanja u obrazovanju odraslih. Prema IALS-u, ne postoji statistički značajna razlika između muškaraca i žena u obrazovanju odraslih.  Međutim, prosječna stopa sudjelovanja muškaraca bila je nešto viša od žena.  Za muškarce je iznosila 38,7 %, a za žene 37,9 %. Istraživanje Eurobarometra pokazuje sličan rezultat kao podaci IALS-a. Konkretno, prosječno sudjelovanje muškaraca bilo je 35 %; dok je za žene iznosio 30 %.  Niska participacija žena uglavnom je posljedica obiteljskih opterećenja i nedostatka financijske potpore. Međutim, u SAD-u se može primijetiti suprotna tendencija. Studija koja se temelji na Anketi o obrazovanju u nacionalnom kućanstvu (NCES) iz 2001. godine otkrila je da, iako spolne razlike nisu postojale, postoji veća vjerojatnost da će žene sudjelovati u obrazovanju odraslih nego muškarci u SAD-u.  Stopa sudjelovanja bila je 49 % za žene i 43 % za muškarce 
Obrazovna postignuća određena su kao najvažniji čimbenik u predviđanju sudjelovanja u obrazovanju odraslih. Poznato je da oni s višom razinom obrazovanja više sudjeluju u programima obrazovanja odraslih.
IALS je pokazao da postoji jasan odnos između prethodnog obrazovnog postignuća i sudjelovanja u obrazovanju odraslih. Podaci pokazuju da je manje vjerojatno da će oni s niskim obrazovanjem u zemljama OECD-a sudjelovati. Konkretno, stopa sudjelovanja bila je 57,6 % za odrasle koji su završili više ili visoko obrazovanje; dok je za odrasle bez završene srednje škole iznosio 15,5 %.
Istraživanje Eurobarometra također je pokazalo da 87 % nisko obrazovanih ljudi pripada skupini koja nije sudjelovala. Razlog niskog ili nesudjelovanja niže obrazovanih može se objasniti iz perspektive pojedinca i poslodavaca. Pojedinačna točka je ilustrirala da nisko samopouzdanje u pogledu učenja, koje uglavnom proizlazi iz prijašnjih loših obrazovnih iskustava, može biti velika prepreka za manje obrazovane. Osim niskog samopouzdanja, oni manje obrazovani možda ne percipiraju svoju potrebu za sudjelovanjem ili možda zapravo nemaju potrebu za sudjelovanjem. Ipak, stajalište poslodavaca bilo je očito, bili su skloniji u podupiranju visokoobrazovanih jer su oni bili sposobniji za obuku od nisko obrazovanih. Stoga je sudjelovanje manje obrazovanih bilo nisko jer nisu mogli biti unaprijeđeni od strane svojih poslodavaca.
Naposljetku, odrasli koji dolaze iz boljeg socioekonomskog okruženja imaju tendenciju da više sudjeluju u programima obrazovanja odraslih. Podaci OECD-a pokazali su da viša obrazovna razina roditelja može dovesti do veće stope sudjelovanja.
Sumirajući gore navedene nalaze, ljudi, odnosno mladi i muškarci, s visokim stupnjem obrazovanja, visokim statusom na radnom mjestu će vjerojatnije sudjelovati u bilo kojem obliku obrazovanja i obuke. S druge strane, tipični nesudionici su uglavnom žene, starije, manje obrazovane ili dolaze iz siromašnih socioekonomskih sredina. Osim toga, manja je vjerojatnost da će manje kvalificirani, nezaposleni, imigranti, jezične manjine i ruralni stanovnici sudjelovati u programima obrazovanja odraslih.

### Faktori odvraćanja od sudjelovanja u obrazovanju
Faktori odvraćanja su karakteristike koje objašnjavaju zašto odrasli negativno reagiraju na sudjelovanje u obrazovanju i učenju. Prepreke s kojima se odrasli suočavaju su višestruke, a uključuju vanjske i unutarnje čimbenike. Međutim, troškovi i vrijeme se navode kao najčešći faktori odvraćanja.   Velika istraživanja (na nacionalnoj i međunarodnoj razini) o preprekama sudjelovanju, kao što je istraživanje Nacionalnog centra za obrazovnu statistiku (NCES) SAD-a, IALS i Eurobarometar, pokazala su da su vrijeme i trošak glavni faktori odvraćanja za odrasle. Štoviše, neke empirijske studije su kroz proučavanje različitih skupina odraslih osoba utvrdile kako su vrijeme i trošak najčešće citirani faktori odvraćanja. Trošak uključuje školarinu programa kao i dodatne troškove za učenje kao što su odjeća, hrana, prijevoz i druge školske potrepštine (udžbenici i pribor). Dobro je poznato da niže obrazovani, niskokvalificirani i nezaposleni odrasli manje sudjeluju u obrazovanju/učenju. Za nezaposlene je očito da troškovi mogu spriječiti njihovo sudjelovanje u obrazovanju. A oni koji nemaju obrazovanje i vještine moraju dobiti niske plaće.  Na taj bi način trošak mogao biti najutjecajniji faktor odvraćanja. Čini se da čak ni zaposleni odrasli ne žele uložiti novac za tečaj, ali mogli bi ga pohađati ako ih poslodavac financijski podupre. Što se tiče vremenske barijere, većina odraslih uključenih u gore navedena istraživanja izjavila je da nisu mogli sudjelovati u obrazovnim aktivnostima zbog nedostatka vremena. Odrasli su iznosili kako su zauzeti svojim dnevnim rutinama. Osim troškova i vremenskih faktora odvraćanja, obiteljske i poslovne obveze su drugi najčešće navedeni faktori odvraćanja. Ankete s velikim uzorkom i empirijske studije, kao što je ranije spomenuto, utvrdile su da su odrasli skloni obiteljske i poslovne obaveze navoditi kao faktore odvraćanja te ih navode odmah nakon troškova i vremena. Međutim, Milana je navela kako se preopterećenost poslom i obiteljske obveze mogu povezati s vremenskom barijerom, inače je sama vremenska barijera nejasan koncept. Odrasli smatraju da nemaju vremena za učenje jer su zauzeti na poslu i kod kuće. Stoga bi vremensku barijeru trebalo razmotriti u skladu s obiteljskim i poslovnim obvezama. Nakon gore navedenih faktora odvraćanja, još jedno od najčešće prijavljenih faktora odvraćanja je irelevantna i neadekvatna ponuda obuke/aktivnosti. Drugim riječima, programi i tečajevi za obrazovanje odraslih ne odgovaraju uvijek potrebama odraslih učenika. Stoga je također važno da obrazovni planeri prepoznaju da dostupne mogućnosti ne moraju uvijek odgovarati potrebama učenika.
Sredstva odvraćanja povezana s unutarnjim problemima pojedinca obično se pojavljuju u najnižoj stopi. Na primjer, IALS je pokazao da je najmanji faktor odvraćanja nedostatak samopouzdanja. Također, istraživanje Eurobarometra pokazalo je kako je percepcija odraslih da su prestari za učenje najmanje značajan faktor odvraćanja.
Štoviše, uočena sredstva odvraćanja razdvajaju se u društvene skupine. Johnstone i Rivera otkrili su da se starije osobe suočavaju s više dispozicijskih prepreka kao što su nisko samopouzdanje i mišljenje da je već prekasno za ponovno obrazovanje. Također, mlađe odrasle osobe i žene imale su više iskustva sa situacijskim preprekama kao što su troškovi i problemi brige o djeci. Među manje obrazovanim, nisko samopouzdanje u pogledu sposobnosti učenja moglo bi biti glavni faktor odvraćanja.

## Prednosti
Obrazovanje odraslih sa sobom donosi mnoge prednosti, od boljeg zdravlja i osobnog blagostanja do veće društvene uključenosti. Također može pomoći funkcioniranju demokratskih sustava i pružiti veće mogućnosti za pronalazak novog ili boljeg zaposlenja. Dokazano je da obrazovanje odraslih ima pozitivan utjecaj na gospodarstvo.
Obrazovanje odraslih pruža svima priliku za osobni rast, ispunjenje ciljeva i socijalizaciju. Istraživanje Chrisa McAllistera polustrukturiranim intervjuima sa starijim odraslim učenicima je pokazalo motivaciju za komunikaciju s ljudima i izlazak iz kuće kako bi ostali mentalno aktivni. Istraživači su dokumentirali društvene aspekte obrazovanja starijih odraslih.
Važan dio obrazovanja odraslih je prijateljstvo jer tako učionicu doživljavaju kao dio svoje društvene mreže. U nedavnim studijama, čini se da prijateljstva koja se sklapaju između odraslih imaju sve veći učinak na njihovu društvenu strukturu u cjelini.
Utvrđeno je da su razvoj društvenih mreža i podrška ključna motivacija odraslih učenika. Kao urednica knjige pod naslovom Obrazovanje odraslih i zdravlje, Leona English tvrdi da uključivanje zdravstvenog obrazovanja u obrazovanje odraslih čini zajednicu zdravijom.
Kada je ispitivao programe obrazovanja odraslih u Japanu, Nojima je otkrio kako su predavanja usmjerena na hobije ili vrlo specifične rekreativne aktivnosti daleko najpopularnija. Nojima je primijetio da je potrebno više vremena, novaca i resursa kako bi sudionici mogli iskoristiti ovakve aktivnosti. Withnall je istraživao utjecaje na kasnije životno učenje u različitim dijelovima Ujedinjenog Kraljevstva. Rezultati su bili slični utoliko što je kasnije u životu obrazovanje tim starijim odraslim osobama omogućilo druženje. Neki stručnjaci tvrde da obrazovanje odraslih ima dugoročan utjecaj na gospodarstvo te da postoji korelacija između inovacije i učenja na radnom mjestu.
Obrazovanje odraslih nedavno je dobilo priznanje i važnost u širim obrazovnim politikama koje naglašavaju uključivo i pravedno obrazovanje za sve. Međutim, došlo je do manjeg fokusa na strukovne vještine, potkopavajući transformativni potencijal obrazovanja odraslih. Gledajući u budućnost, obrazovanje odraslih se mora proširiti izvan potreba tržišta rada, povezujući promjenu karijere i prekvalificiranje sa širim obrazovnim reformama. Cjeloživotno učenje trebalo bi se rekonceptualizirati kao transformativno i odgovorno na društvene promjene. Ključno je baviti se sudjelovanjem i uključivanjem ranjivih skupina, cijeniti informalno učenje, prihvatiti digitalna sredstva sudjelovanja i promicati znanstvenu pismenost dok se borite protiv dezinformacija. Obrazovanje odraslih ima ključnu ulogu u poboljšanju kompetencija, poticanju odgovornosti, razumijevanju promjenjivih paradigmi i oblikovanju pravednog i održivog svijeta, naglašavajući međugeneracijsku solidarnost.

## Praćenje

### Globalna izvješća o učenju i obrazovanju odraslih (GRALE)
Globalna izvješća o učenju i obrazovanju odraslih (GRALE) su niz izvješća koja prate napredak u obrazovanju i edukaciji odraslih (ALE), promiču djelovanje, identificiraju trendove u području ALE i istražuju rješenja za izazove. GRALE igra ključnu ulogu u ispunjavanju obveze UNESCO- a da prati i izvještava o provedbi Belémskog okvira za djelovanje u zemljama. Ovaj okvir usvojile su 144 države članice UNESCO-a na Šestoj međunarodnoj konferenciji o učenju i obrazovanju odraslih (CONFINTEA VI), koja je održana u Belému, Brazil, 2009. godine. U Belémskom okviru za djelovanje, zemlje su se složile poboljšati ALE u pet područja djelovanja: politici; upravljanju; financiranju; sudjelovanju, uključenosti i jednakosti te kvaliteti.

### Stopa pismenosti odraslih i mladih
Prema najnovijim procjenama, globalna stopa pismenosti mladih je 91 %, odnosno 102 milijuna mladih ne posjeduje osnovne vještine pismenosti. U zemljama s niskim dohotkom jedna u tri mlade osobe još uvijek ne zna čitati.
Stopa pismenosti odraslih je 86 %, što znači da 750 milijuna odraslih nema osnovne vještine pismenosti. U svijetu, na svakih 100 pismenih muškaraca dolaze 92 pismene žene, a u zemljama s niskim dohotkom samo 77 pismenih žena na svakih 100 pismenih muškaraca. Očekuje se da će stopa pismenosti nastaviti polako rasti u zemljama u svim dohodovnim skupinama.
Na globalnoj razini se očekuje da će do 2030. godine stopa pismenosti mladih doseći 94 %, a stopa pismenosti odraslih ček 90 %. U zemljama s niskim dohotkom, predviđa se da će manje od 70 % odraslih i nešto više od 80 % mladih u dobi od 15 do 24 godine do 2030. godine imati osnovne vještine pismenosti.

### Prema geografskoj regiji
- Obrazovanje u Africi – Pregled obrazovanja u Africi
- Obrazovanje odraslih u Kini – Pregled obrazovanja u Kini
- Obrazovanje odraslih u Australiji – škola u Australiji
- Obrazovanje odraslih u Ujedinjenom Kraljevstvu
  - Obrazovanje odraslih u Walesu – Registrirana dobrotvorna organizacija i pružatelj usluga obrazovanja odraslih

### Ostali podaci
- Srednja škola za odrasle – Srednja škola koja služi odraslim učenicima
- Andragogija – Metode, načela i teorija andragogije koja se koristi u obrazovanju i osposobljavanju odraslih,
- Autodidaktizam, također poznat kao Heutagogija – Samostalno obrazovanje bez vodstva učitelja
- Zlostavljanje studenata u visokom obrazovanju
- Community College – Obrazovna ustanova u dijelovima Kanade i Sjedinjenih Država
- Obrazovanje u zajednici – učenje i društveni razvoj unutar zajednica korištenjem niza formalnih i neformalnih metoda
- Nastavak obrazovanja – Obrazovanje nakon srednje škole, osim fakulteta
- Dijaloško obrazovanje
- Obrazovanje na daljinu – Način pružanja obrazovanja učenicima koji nisu fizički prisutni
- Obrazovna tehnologija – Korištenje tehnologije u obrazovanju za poboljšanje učenja i poučavanja (upotreba elektroničke obrazovne tehnologije naziva se i e-učenje)
- Ekološko obrazovanje odraslih
- Pučko učilište – Vrsta ustanove za obrazovanje odraslih u nekim europskim zemljama, u Skandinaviji i Njemačkoj
- Folkbildning – Obrazovanje izvan tradicionalnih školskih sustava, s ciljem transformacije društva, obrazovanje zajednice kroz obrazovne krugove u Skandinaviji
- Geragogija – znanost o obrazovanju starijih osoba
- Međunarodno društvo za komparativno obrazovanje odraslih – Komparativno obrazovanje
- Životne vještine – Sposobnosti za prilagođavanje i pozitivno ponašanje
- Cjeloživotno učenje – stalna, dobrovoljna i samomotivirana potraga za znanjem
- Pismenost – sposobnost čitanja i pisanja
- Otvoreno sveučilište – Sveučilište u Milton Keynesu, Engleska
- Otvoreno sveučilište – Škola s minimalnim upisnim uvjetima (opći koncept)
- Izvanredni polaznik visokog obrazovanja
- Popularno obrazovanje – Obrazovanje izvan tradicionalnih školskih sustava, s ciljem transformacije društva
- Dopunsko obrazovanje – pomoć u postizanju kompetencija u temeljnim akademskim vještinama
- Strukovno obrazovanje – Studiji koji pripremaju osobu za određeno zanimanje
- Scuola serale – Vrsta škole za učenje odraslih, u Italiji

### Edukatori
- Paulo Freire – Brazilski pedagog i filozof
- Malcolm Knowles – Edukator odraslih
- Everett Dean Martin – američki ministar
- Eduard C. Lindeman – američki pedagog (1885-1953)
- Albert Mansbridge– engleski pedagog
- John Dewey – Američki filozof, psiholog i reformator obrazovanja (1859–1952)
- Julius Nyerere – Predsjednik Tanzanije od 1964. do 1985
- Anna J. Cooper
- Lory Schaff – Američki pedagog za opismenjavanje odraslih (1932–2012)

### Povijesno
- Chautauqua
- Lyceum movement – Američki niz organizacija koje sponzoriraju javne obrazovne programe i zabavu
- Mechanics' Institutes – obrazovne ustanove
- London Institution – Bivša britanska obrazovna ustanova
- The New School – Sveučilište u Greenwich Villageu, New York City

### Organizacije
- Association for Talent Development – neprofitna udruga
- College Board – američka obrazovna neprofitna organizacija za testiranje, New York, SAD
- European Association for the Education of Adults (EAEA) – Europska federacija udruga i institucija u području općeg obrazovanja odraslih
- International Council for Adult Education (ICAE) – Međunarodna obrazovna organizacija
- UPCEA (University Professional and Continuing Education Association) - neprofitna udruga za obrazovanje odraslih i online obrazovanje
- Workers' Educational Association – britanski pružatelj obrazovanja odraslih i dobrotvorne svrhe

## Vanjske poveznice
- Vijeće za učenje odraslih i iskustveno učenje (SAD)
- UNESCO Institut za cjeloživotno učenje (UIL)
- [neaktivna poveznica] (NCSALL US )
- Resursi BBC-ja za odrasle
- Profesija i praksa obrazovanja odraslih: Uvod